# Bitches
Bitches è un singolo della cantante svedese Tove Lo, pubblicato il 7 giugno 2018 come secondo estratto dal terzo album in studio Blue Lips.

## Antefatti e pubblicazione
Nel 28 ottobre 2016, la cantante ha pubblicato il suo secondo album in studio, Lady Wood, diviso in sue capitoli: Fairy Dust e Fire Fade. Due cortometraggi ispirati da questi due capitoli sono stati pubblicati tramite YouTube. Il primo, Fairy Dust, è uscito il 31 ottobre 2016, tre giorni dopo la pubblicazione dell'album. Esso è basato su sei tracce dell'album, tuttavia Bitches, all'epoca intitolato What I Want for the Night (Bitches), è stato utilizzato per la scena finale dei riconoscimenti. Una versione live è stata incisa e pubblicata sulla piattaforma Spotify. La cantante ha anche eseguito il brano nel suo Lady Wood Tour. La versione in studio è stata poi inclusa nel suo terzo album in studio, Blue Lips, che è stata messa in commercio il 17 novembre 2017.

## Descrizione
Il brano vede la partecipazione della cantante britannica Charli XCX, del duo musicale svedese Icona Pop, della cantante svedese Elliphant e della cantante finlandese Alma.

## Video musicale
Il video musicale, diretto da Lucia Aniello, è stato reso disponibile il 7 giugno 2018. Nel video viene mostrata una coppia interpretata da Paul W. Downs e Jessy Hodges della seria televisiva Broad City che viene istruita dalla cantante su come praticare il sesso orale.

## Tracce
Testi e musiche di Tove Lo, Ali Payami, Ellinor Olovsdotter e Nicki Adamsson.
1. Bitches (ft. Charli XCX, Icona Pop, Elliphant & Alma) – 3:11

## Formazione
Musicisti
- Tove Lo – voce
- Charli XCX – voce aggiuntiva
- Icona Pop – voce aggiuntiva
- Elliphant – voce aggiuntiva
- Alma – voce aggiuntiva
- Ali Payami – programmazione

Produzione
- Ali Payami – produzione
- Björn Engelmann – mastering
- Chris Galland – missaggio
- Manny Marroquin – missaggio
- Robin Florent – assistenza al missaggio
- Scott Desmarais – assistenza al missaggio